# Arablegionen

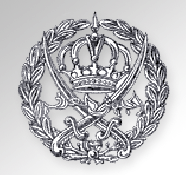
Arablegionens märke

Arablegionen var en militär styrka som bildades 1923 av britterna i Transjordanien med syfte att hålla ordning bland områdets arabiska klaner och skydda befolkningen från beduinraider. Legionen var i början av 1940-talet den starkaste militära styrkan i arabvärlden. Vid slutet av 1948 års arabisk-israeliska krig var legionen den enda arabiska armé som kunde försvara palestinskt territorium mot israelerna, det område som benämndes Västbanken. 
Efter den brittiska mandatperiodens slut fortsatte Arablegionen som en frivilligarmé . Den slogs ihop 1956 med Jordaniens nationalgarde för att bilda en enhetlig jordansk armé.